# ليندا باري
ليندا باري (بالإنجليزية: Lynda Barry)‏ هي رسامة كارتون أمريكية، ولدت في 2 يناير 1956 في ريتشلاند سنتر في الولايات المتحدة.

## وصلات خارجية
- ليندا باري على موقع ميوزك برينز (الإنجليزية)
- ليندا باري على موقع إن إن دي بي (الإنجليزية)
- ليندا باري على موقع ديسكوغز (الإنجليزية)